# Mach II

Mach II, albo Mach-Słuszewski

Mach II (Księżyc odmienny) – kaszubski herb szlachecki, odmiana herbu Mach. Według Przemysława Pragerta część spośród jego wielu wariantów to odmiany herbu Księżyc lub Leliwa.

## Opis herbu
Podstawowych wariantów tego herbu istniało przynajmniej trzy (Mach I i III omówione osobno), z czego każdy występował również w kilku wariantach. Opisy z wykorzystaniem zasad blazonowania, zaproponowanych przez Alfreda Znamierowskiego:
Mach I
Mach II (Księżyc odmienny, Mach-Słuszewski): W polu błękitnym półksiężyc srebrny, nad którym trzy takież gwiazdy (1 i 2). W klejnocie nad hełmem w koronie trzy strzały srebrne w wachlarz.
Mach IIa (Księżyc odmienny): W polu srebrnym księżyc z twarzą złoty, nad którym trzy takież strzały w wachlarz, z prawej takaż gwiazda. W klejnocie nad hełmem bez korony trzy gwiazdy złote (2 i 1).
Mach IIb (Księżyc odmienny, Mach-Podjaski): Jak poprzedni, ale pole błękitne, księżyc i strzały srebrne, dodatkowa gwiazda z lewej i w klejnocie trzy strzały na opak w wachlarz.
Mach IIc (Księżyc odmienny): Jak II, ale gwiazdy 2 i 1, brak korony na hełmie i strzały bez opierzenia.
Mach IId (Księżyc odmienny, Leliwa odmienny): Jak II, ale godło na opak, gwiazda pojedyncza, złota.
Mach IIe (Księżyc odmienny): Jak II, ale brak korony na hełmie i strzały na opak.
Mach III

## Najwcześniejsze wzmianki
Wariant II wzmiankują: Nowy Siebmacher, Genealogisches Handbuch des Adels, Anton Leo von Mach (Untersuchungen über das Wappen der kassubischen Familie von Mach) i Ledebur (Adelslexikon der Preussiche Monarchie). Wariant IIa wzmiankuje Bagmihl (Pommersches Wappenbuch), von Mach i Cramer (Geschichte der Lande Lauenberg und Bütow). Warianty b i d wzmiankuje Nowy Siebmacher. Wariant c wzmiankuje von Mach. Wariant e wzmiankuje Genealogisches Handbuch des Adels.

## Rodzina Mach
Herb Mach odmienić miała linia Machów z Podjazów poprzez spowinowacenie z Podjaskimi i dołączenie elementu ich herbu (strzały) do herbu własnego. Wariant II przynależał Machom-Słuszewskim osiadłym w Jaworach i Choczewku od XVIII aż do XIX wieku. Wariant b przynależeć miał Machom-Podjaskim z Podjaz, osiedlonym także w Borku koło Kartuz. Wariant d miał być używany przejściowo przez niektórych Machów w XIX wieku. Wariant e miał być używany przez Machów z Krajenki, których część osiadła w XIX wieku w USA.

## Herbowni
Mach. Wariant II przynależeć miał do Machów-Słuszewskich, wariant IIb do Machów-Podjaskich, wariant IIe do Machów z Krajenki, pozostałe do niesprecyzowanych Machów. Machowie innych przydomków bądź bez przydomka używali też herbów Mach i  Mach III.